# Ой питалася княжа корона
«Ой, питалася княжа корона» («Гой, питалася княжа корона») — українська авторська колядка. Приклад вдалого поєднання народних слів і яскравої музики сучасного композитора Ганни Гаврилець. 

## Виконання
Колядка увійшла до альбомів Ніни Матвієнко «Золотий камінь посіємо, львівського октету «Орфей» «Українські духовні та різдвяні пісні», камерного хору «Київ» «Український свят вечір (Ukrainian Christmas Eve)», альбому різдвяних співів «С нами Бог!». 
Ця пісня також включена до репертуару Хору хлопчиків та юнаків Державної академічної чоловічої хорової капели України ім. Л. Ревуцького, Заслуженої хорової капели «Боян» ім. Євгена Вахняка. 

## Текст
Ой, питалася княжа корона, 
 Чи є в державі такая жона, 
 Такая жона, як наша панна, 
 Як наша панна - вельможна краля!
(останні два рядки - двічі)
 Ой, а в її дворі щодень собори,
 Державовладдя три ради радять.
 Ой, перша рада за виногради: 
 Де їх садити, вина мостити? 
 Другу радочку - за колядочку: 
 Чим їх приймати, обдарувати? 
 А третю раду - за її чада, 
 Як їх сдружати й навчати. 
 Синів оженю з царівночками, 
 А дочок віддам державним панам, 
 А дочок віддам державним панам, 
 А на сім слові будьмо здорові! 
 Будьмо здорові! Будьмо здорові! 